# Línea defensiva del Cáucaso
La línea defensiva del Cáucaso o línea del Cáucaso (del ruso: Кавказская линия) consistía en una serie de fortificaciones del Imperio ruso que seguía el curso de los ríos Kubán, Malka y Térek, inicialmente, y Labá y Sunzha, más tarde, sobre el límite de la vertiente septentrional de las cordilleras del Cáucaso y Andi, entre la costa del mar Negro y la del mar Caspio. Es el origen de muchos de los asentamientos rusos (stanitsas) en la región.
La construcción se finalizó en cuanto a sus objetivos militares a finales de la década de 1840 y principios de la de 1850. Su función era la de proteger de los ataques circasianos las regiones situadas al norte de la línea, que estaban siendo pobladas por los rusos, mantener las comunicaciones con Transcaucasia y asegurar el sometimiento de la zona montañosa circasiana que se resistía al dominio ruso.

## Historia

### Finales delsigloXVIIIy principios delsigloXIX

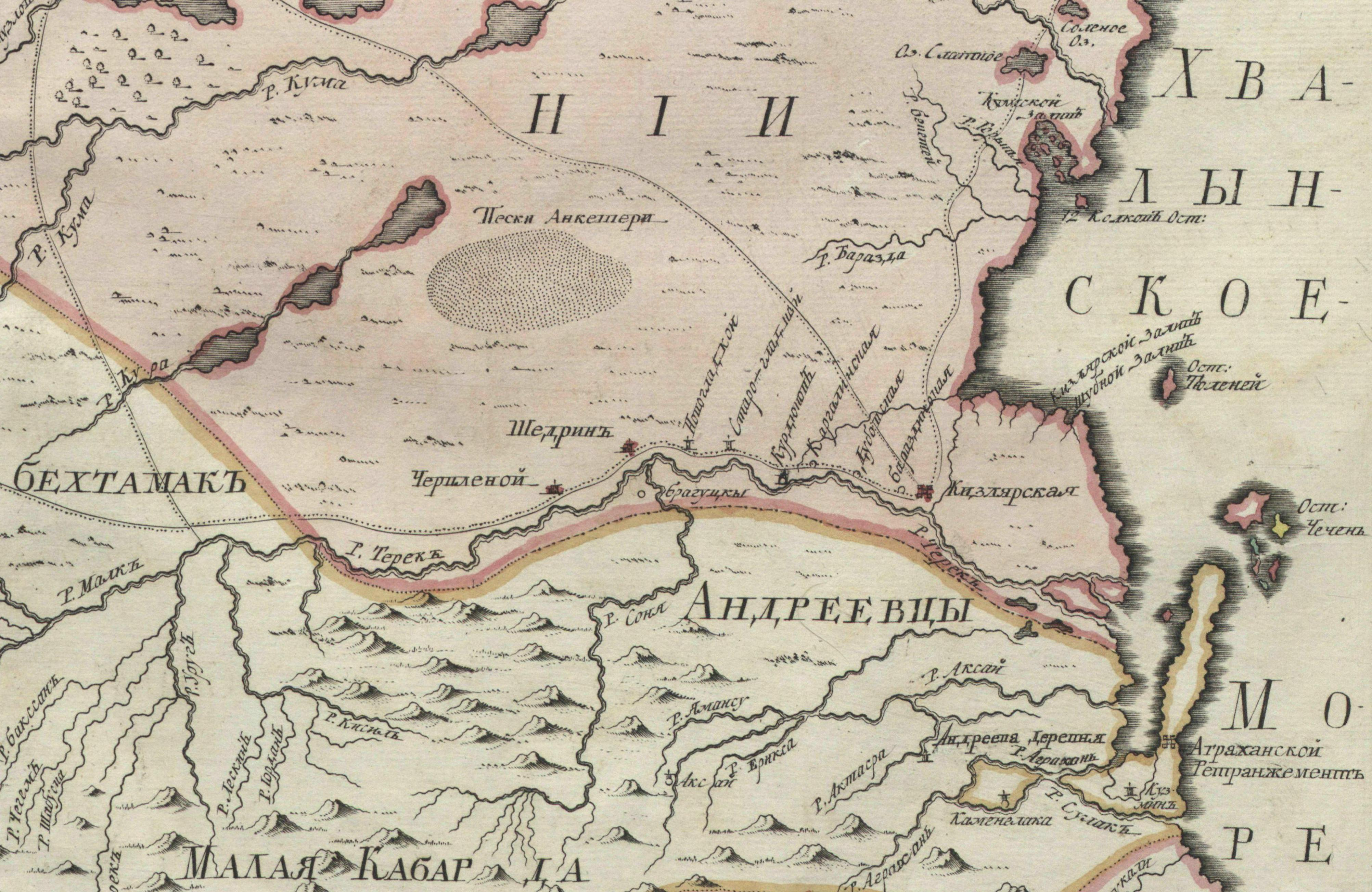
Kizlyárskaya en el Atlas del Imperio ruso de 1745.

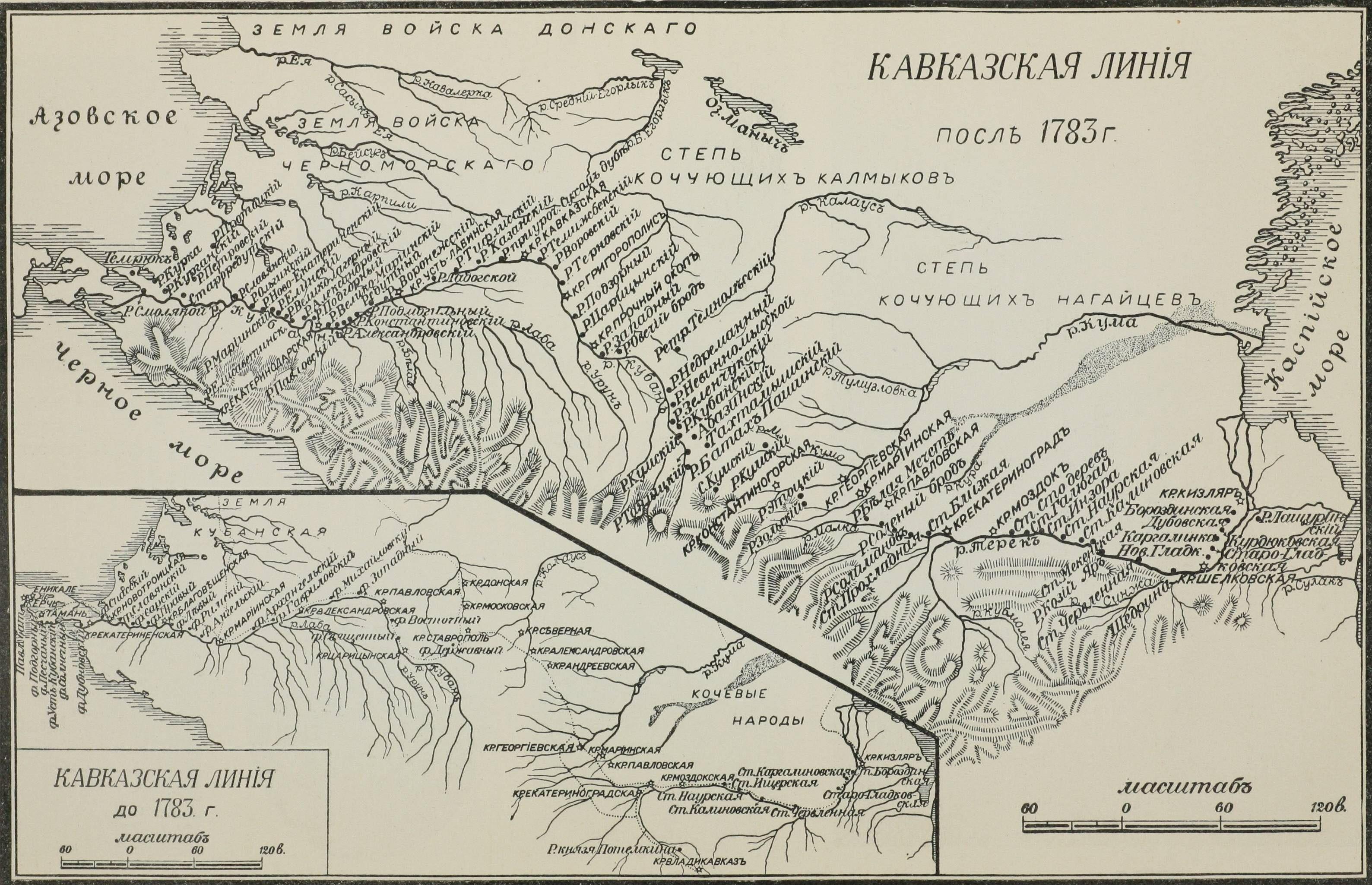
La línea antes y después de 1783.

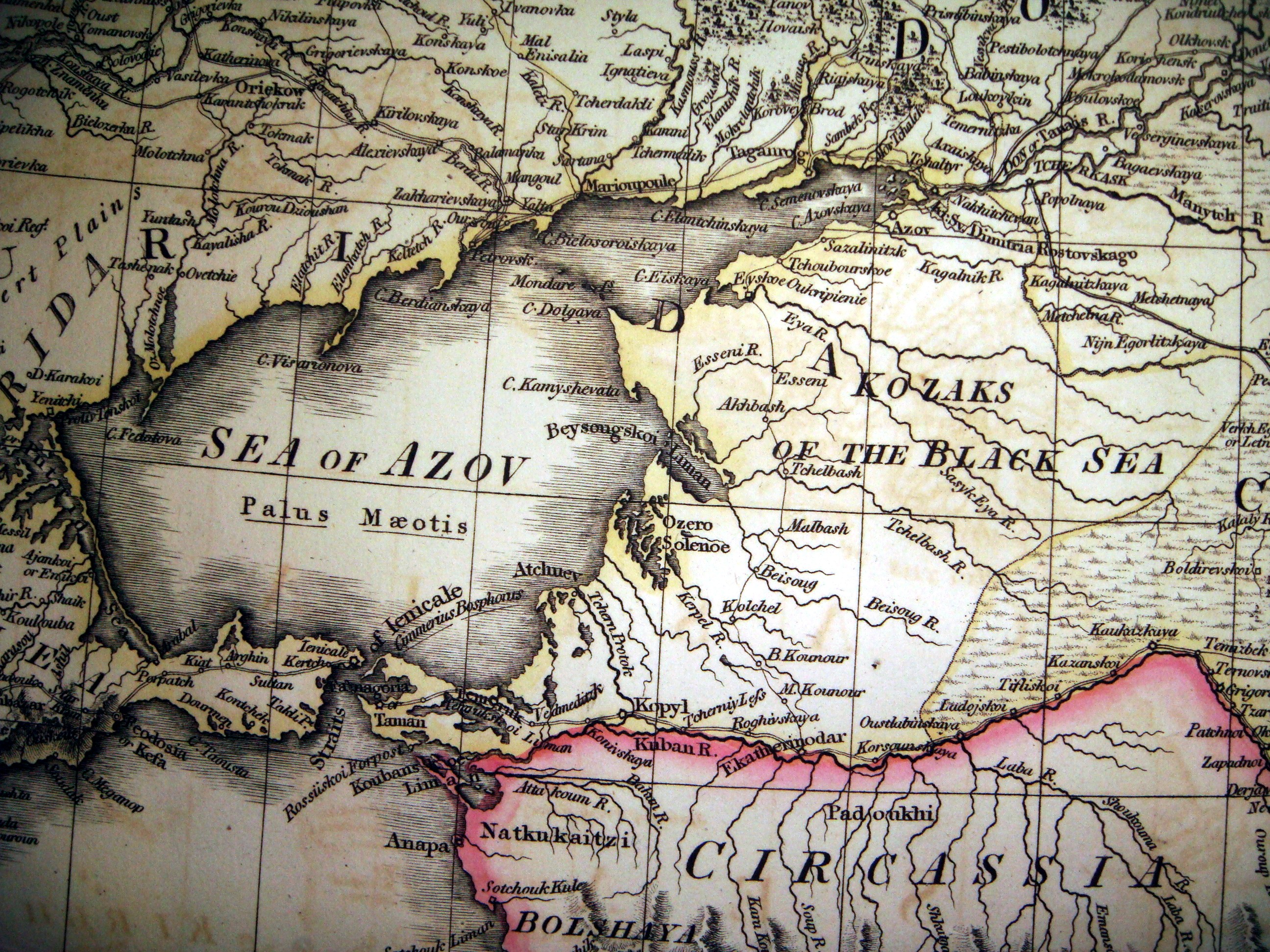
Cosacos del Mar Negro en un mapa inglés de 1806.

El inicio del poblamiento ruso de al región se remonta al origen de los cosacos del Térek, en el siglo XVI. Tras el fin de la Gran Guerra del Norte, Pedro I el Grande inició su campaña a Persia en 1722-1723, fundando en el curso bajo del río Térek la fortaleza Sviatogo Krestá ("Santa Cruz") y poblada con cosacos del Térek. Tras la campaña, Pedro I dejó como representante suyo en los territorios conquistados del actual Daguestán al brigadier Vasili Levashov, encargado de la introducción en la región de la administración del Imperio. En 1735, el ascendido a general en jefe Levashov mandó erigir a orillas del Térek la fortaleza Kizlyárskaya, poblada con cosacos de la cuenca del Sulak. A instancias del shah Nadir Sah por el tratado de Ganja, la poblaron también circasianos que desde tiempo atrás estaban al servicio del Imperio ruso (akintsy -subetnia chechena-, kabardianos y otros) y georgianos y armenios. A este grupo comenzó a llamárselo hueste cosaca Tersko-Kizlyarski. Kizlyárskaya fue la primera fortaleza del sistema de líneas de fuertes del Cáucaso.
En 1759, el soberano de la Pequeña Kabardia Kurgoka Konchokin aceptó bautizarse con el nombre de Andréi Ivánov, trasladándose con los súbditos que aceptaron bautizarse a la colonia Mozdok, fundada en 1763. 
Al finalizar la guerra ruso-turca de 1768-1774 se acordó por la Paz de Küçük Kaynarca que la Pequeña y Gran Kabardia pasaran al dominio del Imperio ruso.
En 14 de noviembre de 1777, por orden de la zarina Catalina la Grande, Aleksandr Suvórov llegó a la región del Kubán como comandante de los ejércitos allí establecidos para erigir una serie de fuertes avanzados. El 16 de enero de 1778 llegó a Kopyl, en el delta del Kubán donde ordenó quemar los juncos y construir puestos de vigilancia a orillas del río Kubán. Tras visitar Temriuk y Tamán, llegó a la conclusión de que la mejor manera de aislar a los nogayos de los otomanos y de prevenir sus acciones comunes con los principados adigué era una línea de fortificaciones defensivas y el refuerzo de las existentes (como Ekaterinodar o Tamán).
En marzo de 1778, se construyeron en la orilla derecha del río Kubán seis fuertes de diez planeados desde la desembocadura a tierras de Stávropol (entre los que estaba la fortaleza Blagovéshchenskaya, junto a las ruinas de la fortaleza otomana de Eski-Kopyl, en el actual Trudobelikovski). Estos fuertes cubrían la frontera en una extensión de 550 km. En el centro de la línea se hallaba Márinskaya.
En otoño de 1782 el teniente general Pável Potiomkin fue designado comandante del ejército ruso en el Cáucaso, relevando a Fiódor Fabritsian, fallecido en septiembre. En 1783 erigió en la orilla izquierda del Térek, en Eljótovo, una fortaleza llamándola Potiómkinskaya en honor a su célebre familiar, el príncipe Grigori Potiomkin. En 1784 se decidió acercar la línea a las montañas por lo que se fundó el fuerte de Vladikavkaz y algunos otros fuertes a lo largo de la carretera militar georgiana.
En 1793 llegó el grupo de cosacos del mar Negro atamán Zajari Chepiga con instrucciones de Iván Gudóvich de asentarse en la orilla septentrional del Kubán, en los lugares más favorables a la vigilancia. Construyeron diez fuertes, entre ellos Vorónezhskaya. Fueron comandantes de las tropas de la línea en esta época Karl Knorring y Aleksandr Obreskov.

### Línea del Cáucaso en 1840-1850

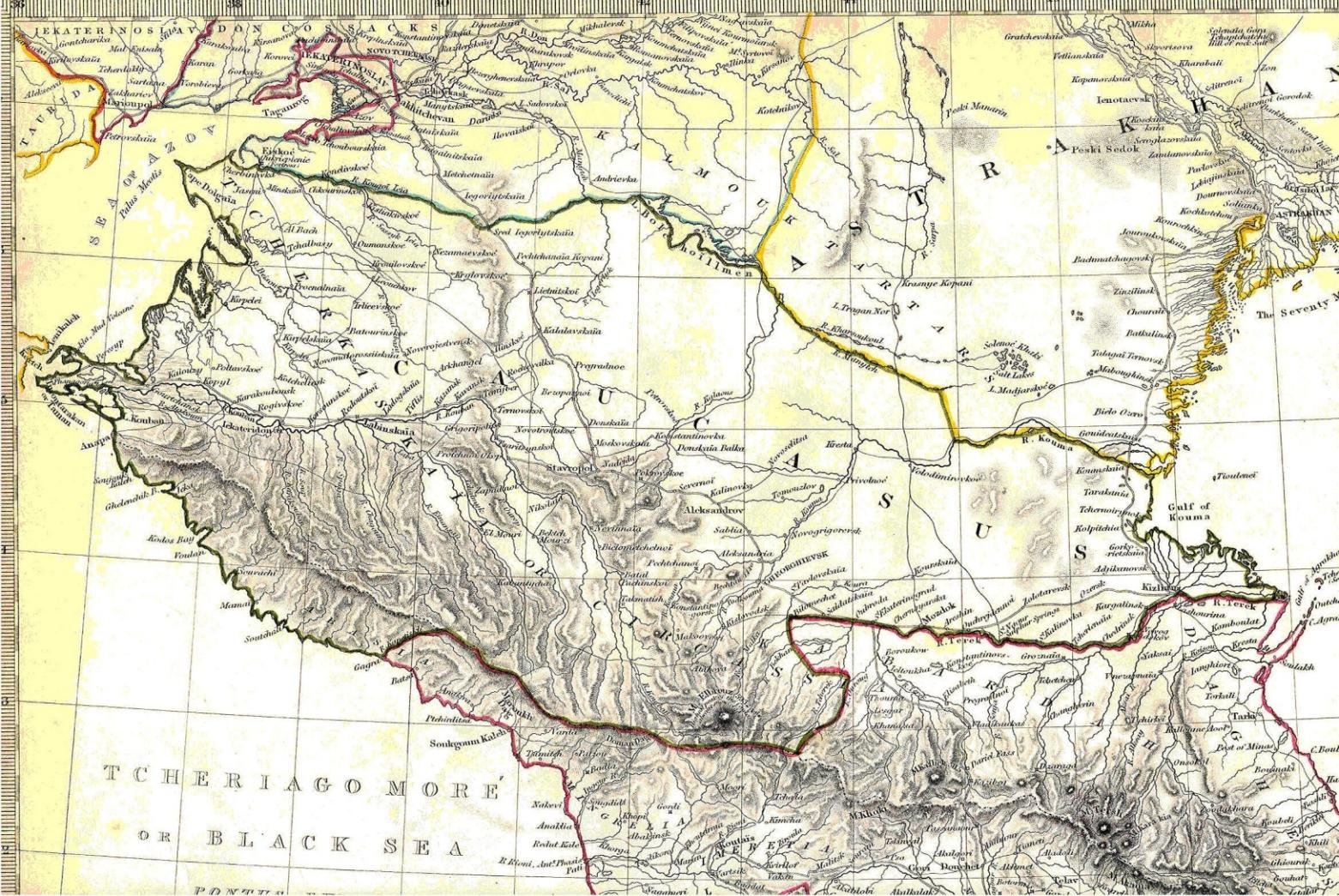
El Cáucaso en 1835.

A finales de la década de 1840 y principios de la de 1850, la línea del Cáucaso estaba subordinada a un mando especial y se dividía en cinco partes: la línea de fuertes del mar Negro (180 verstás desde la desembocadura del río Kubán tierra adentro), el flanco derecho (orilla del Kubán y más tarde del Labá), centro (desde la desembocadura del río Bolshói Zelenchuk en el Kubán a cerca de Mozdok, adentrándose en Kabardia y Karachái por la línea de Kislovodsk y la Carretera militar georgiana), flanco izquierdo (línea del Térek, línea del bajo Sunzha, línea avanzada chechena y línea de la llanura de Cumuquia) y región militar de Vladikavkaz (comprendía una parte avanzada de la sección central de la línea, entre Vladikavkaz y las cordilleras septentrionales del Cáucaso, le correspondía la vigilancia de una parte de la carretera militar georgiana).
El comandante de cada sector estaba directamente subordinado al comandante del ejército de la línea del Cáucaso y administraba las operaciones militares, el ejército regular, la población de cosacos y autóctona y tomaba las medidas que considerara necesarias contra las poblaciones hostiles. El peligro de las incursiones en toda la extensión de la línea era desigual, y por ello, las medidas de vigilancia eran distintas. La línea principal de estaba compuesta de stanitsas defensivas pobladas por cosacos y sus familias, mientras que los puestos avanzados únicamente consistían en pequeñas fortificaciones cercadas con fosos, dotadas de una atalaya para la observación de las operaciones enemigas, en permanente comunicación con los asentamientos principales.